# 1,1-Dichloro-1,2,2,2-tétrafluoroéthane

Le 1,1-dichloro-1,1,2,2-tétrafluoroéthane, aussi connu sous le nom CFC-114a, est un halogénoalcane de la famille des chlorofluorocarbures (CFC).